# 叶赞平
叶赞平（1967年2月—），浙江松阳人，汉族，中国国民党革命委员会成员。中华人民共和国政治人物、第十三届全国人民代表大会天津地区代表。

## 生平
2018年2月24日，当选为第十三届全国人大代表。